# 灰燼之城：骸骨之城3
《灰燼之城：骸骨之城3》及《獵月：骸骨之城4》（英語：City of Ashes）是一本卡珊卓拉·克蕾兒的年輕成人小說城市幻想系列的第二部。這本小說被美國圖書館協會獲選為2009年十大青少年書籍之一。

## 角色
克箂莉（女主角）
傑斯（男主角）
賽門（男主角）

## 外部連結
- 官方網站 （页面存档备份，存于）
- 卡珊卓拉·克蕾兒的官方網站